# Sylvestre, ça va être ta fête
Pour plus de détails, voir Fiche technique et Distribution.
Sylvestre, ça va être ta fête (Cats and Bruises) est un court métrage américain Merrie Melodies de 1965 réalisé par Friz Freleng et Hawley Pratt, mettant en scène Speedy Gonzales et Grosso Mineto.